# Передбачення
Передбачення в науці — футурологічний метод визначення, опису об'єктів, явищ фізичної реальності, соціальних процесів, які ще не існують на момент дослідження, але можуть з'явитися і бути виявленими та вивченими в майбутньому. Передбачення — окремий випадок яснобачення, пророкування майбутніх подій, їхнє прогнозування.
Передбачення виникло з донаукових форм — передбачення, пророцтв та провіщень, відомих ще у стародавньому світі. З розвитком науки у XV–XVII ст. почало розвиватися конкурентне наукове передбачення, основою якого є науковий метод, що визначає ланцюжок логічно взаємозалежних причинно-наслідкових зв'язків, з яких можна зробити певний висновок щодо майбутнього. Однак, ненаукові передбачення продовжують своє існування у сьогоденні (наприклад: МО, Таро, астрологія та інші).

## Наукове передбачення
Наукове передбачення ґрунтується на виявленні закономірностей розвитку явища чи події, коли відомі причини його зародження, форми функціонування і хід розвитку. Достатньо локалізоване за часом передбачення, що ґрунтується на достатньо повній інформації, зазвичай називають прогнозом. Наприклад, такі передбачення бували щодо властивостей ще не відкритих хімічних елементів, на основі періодичного закону. У випадках великого часового періоду, при нестачі вихідних даних або великій складності системи, використовується ймовірнісно-статистичний, а не детерміністський метод передбачення. Детерміністські методи зазвичай застосовують в таких науках, як класична фізика, хімія, механіка, низці розділів астрономії тощо. Ймовірнісно-статистичні методи прогнозування для наукового передбачення використовують в таких галузях, як квантова фізика, економіка, політика, психологія та ін., для передбачення явищ у складних системах, що перебувають під впливом численних факторів.